# Sunhild Kleingärtner

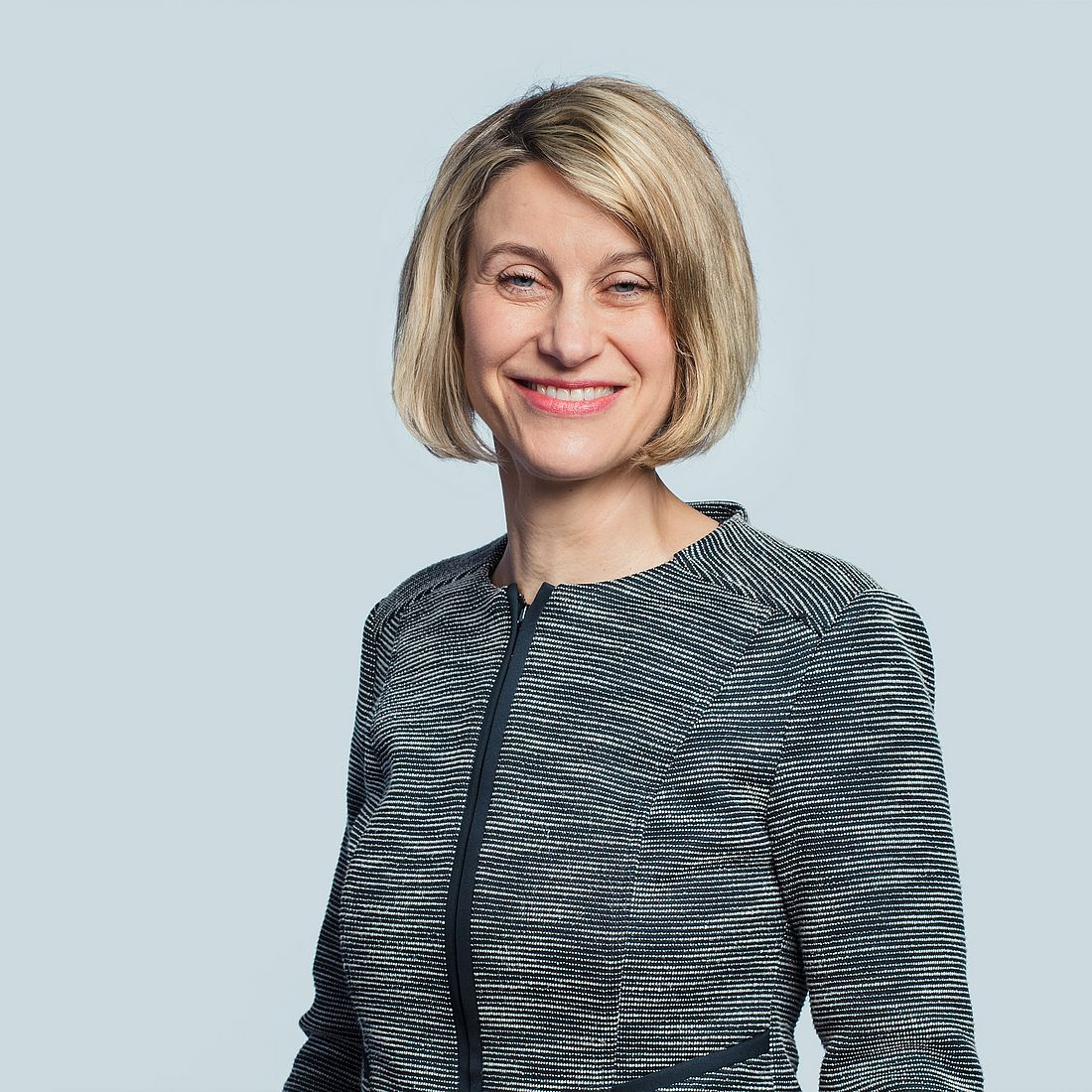
Sunhild Kleingärtner (2018)

Sunhild Kleingärtner (* 1974 in Wolfsburg) ist eine deutsche Archäologin.

## Wissenschaftliche Laufbahn
Sunhild Kleingärtner begann 1994 an der Universität Kiel mit dem Studium der Ur- und Frühgeschichte, Klassischen Archäologie und Kunstgeschichte. Im Jahr 2000 erlangte sie den Grad des Magister Artium mit einer Arbeit über Fibeln und Anhänger vom Typ Terslev und ihre gegossenen Imitationen. Danach war sie als wissenschaftliche Mitarbeiterin am Kieler Institut für Ur- und Frühgeschichte tätig, und übernahm auch die Leitung terrestrischer und subaquatischer Ausgrabungen.
Kleingärtner wurde 2004 promoviert (Thema der Dissertation: Der Pressmodelfund aus dem Hafen von Haithabu). Im Anschluss war sie am Dänischen Nationalmuseum in Kopenhagen wissenschaftliche Mitarbeiterin im Tissø-Projekt und bis 2006 Volontärin im Bereich der Boden- sowie Bau- und Kunstdenkmalpflege am Landesamt für Denkmalpflege Baden-Württemberg in Esslingen a. N. Dann kehrte sie nach Kiel zurück, um eine Stelle als wissenschaftliche Assistentin am Institut für Ur- und Frühgeschichte der Universität anzutreten, die sie bis 2012 innehatte. Im selben Jahr habilitierte sie mit einer Schrift über Die frühe Phase der Urbanisierung im Frühmittelalter an der südlichen Ostseeküste. Darin untersucht sie die Entstehung frühmittelalterlicher Seehandelsplätze an der südlichen Ostseeküste zwischen Kieler Förde und Stettiner Haff. Es folgte eine kurze Phase der Mitarbeit im Projekt Besiedlungs- und Kulturgeschichte des Niedersächsischen Wattenmeerraumes am Niedersächsischen Institut für historische Küstenforschung in Wilhelmshaven.
Im Jahr 2013 wurde Kleingärtner Geschäftsführende Direktorin des Deutschen Schifffahrtsmuseums Leibniz-Institut für Maritime Geschichte  in Bremerhaven und Professorin für Schifffahrtsgeschichte und Maritime Archäologie der Universität Bremen. In ihre Amtszeit fielen die Havarie (2019) und das folgende Abwracken des international bekannten Bremerhavener Wahrzeichens, des in Museumsbesitz befindlichen Museumsschiffes Seute Deern.
Im Dezember 2021 kündigte Kleingärtner an, sich nach ihrem Aufenthalt als Fellow im Thomas Mann House in Los Angeles neuen Aufgaben zuzuwenden. Im Mai 2022 wurde sie zur Wissenschaftlichen Direktorin des Deutschen Bergbau-Museums Bochum / Leibniz-Forschungsmuseum für Georessourcen (ab Juli 2022) bestellt und an die Ruhr-Universität Bochum als W3-Professorin für Archäologie berufen.

## Veröffentlichungen (Auswahl)
- als Herausgeberin mit Timothy P. Newfield, Sébastien Rossignol, Donat Wehner: Landscapes and Societies in Medieval Europe East of the Elbe. Interactions between Environmental Settings and Cultural Transformations (= Papers in Mediaeval Studies. 23). Pontifical Institute of Mediaeval Studies, Toronto 2013, ISBN 978-0-88844-823-1.[6]
- als Herausgeberin mit Ulrich Müller, Jonathan Scheschkewitz: Kulturwandel im Spannungsfeld von Tradition und Innovation. Festschrift für Michael Müller-Wille. Wachholtz, Neumünster 2013, ISBN 978-3-529-01853-4.
- Rauben, Plündern, Morden oder andere Gründe für die Aufgabe der frühmittelalterlichen Seehandelsplätze an der südlichen Ostseeküste? In: Orsolya Heinrich-Tamáska (Hrsg.): Rauben, Plündern, Morden – Nachweis von Zerstörung und kriegerischer Gewalt im archäologischen Befund. Zerstörung und Gewalt im archäologischen Befund (Bremen, 5.–6.10.2011) (= Schriftenreihe Studien zu Spätantike und Frühmittelalter. 5 = Tagungsbeiträge der Arbeitsgemeinschaft Spätantike und Frühmittelalter. 6). Kovač, Hamburg 2013, ISBN 978-3-8300-7019-1, S. 357–372.
- Siedlungsarchäologische Untersuchungen zwischen Schwentine und Oder in frühgeschichtlicher Zeit. In: Jörg Drauschke, Roland Prien, Sebastian Ristow (Hrsg.): Untergang und Neuanfang. Tagungsbeiträge der Arbeitsgemeinschaft Spätantike und Frühmittelalter. 3. Siedlungsarchäologie (Mannheim, 13.–14. Mai 2008). 4. Militaria und Verteidigungsanlagen (Detmold, 1. September 2009) (= Schriftenreihe Studien zu Spätantike und Frühmittelalter. 3). Kovač, Hamburg 2011, ISBN 978-3-8300-5029-2, S. 241–261.
- Der Pressmodelfund aus dem Hafen von Haithabu (= Die Ausgrabungen in Haithabu. 12). Wachholtz, Neumünster 2007, ISBN 978-3-529-01412-3 (zugleich: Kiel, Universität, Dissertation, 2003).
- Unterwasserarchäologische Prospektion und Dokumentation von Flussübergängen des 7.–16. Jahrhunderts – Einblicke in die unterwasserarchäologische Ausbildung am Kieler Institut für Ur- und Frühgeschichte. In: Starigard. Band 8, 2007, S. 72–77.
- Fibeln und Anhänger vom Typ Terslev und ihre gegossenen Imitationen. In: Michael Müller-Wille (Hrsg.): Zwischen Tier und Kreuz. Untersuchungen zur wikingerzeitlichen Ornamentik im Ostseeraum (= Studien zur Siedlungsgeschichte und Archäologie der Ostseegebiete. 4). Wachholtz, Neumünster 2004, ISBN 3-529-01393-5, S. 205–376.